# Société des loteries et des jeux de l'Ontario
 (juillet 2021).

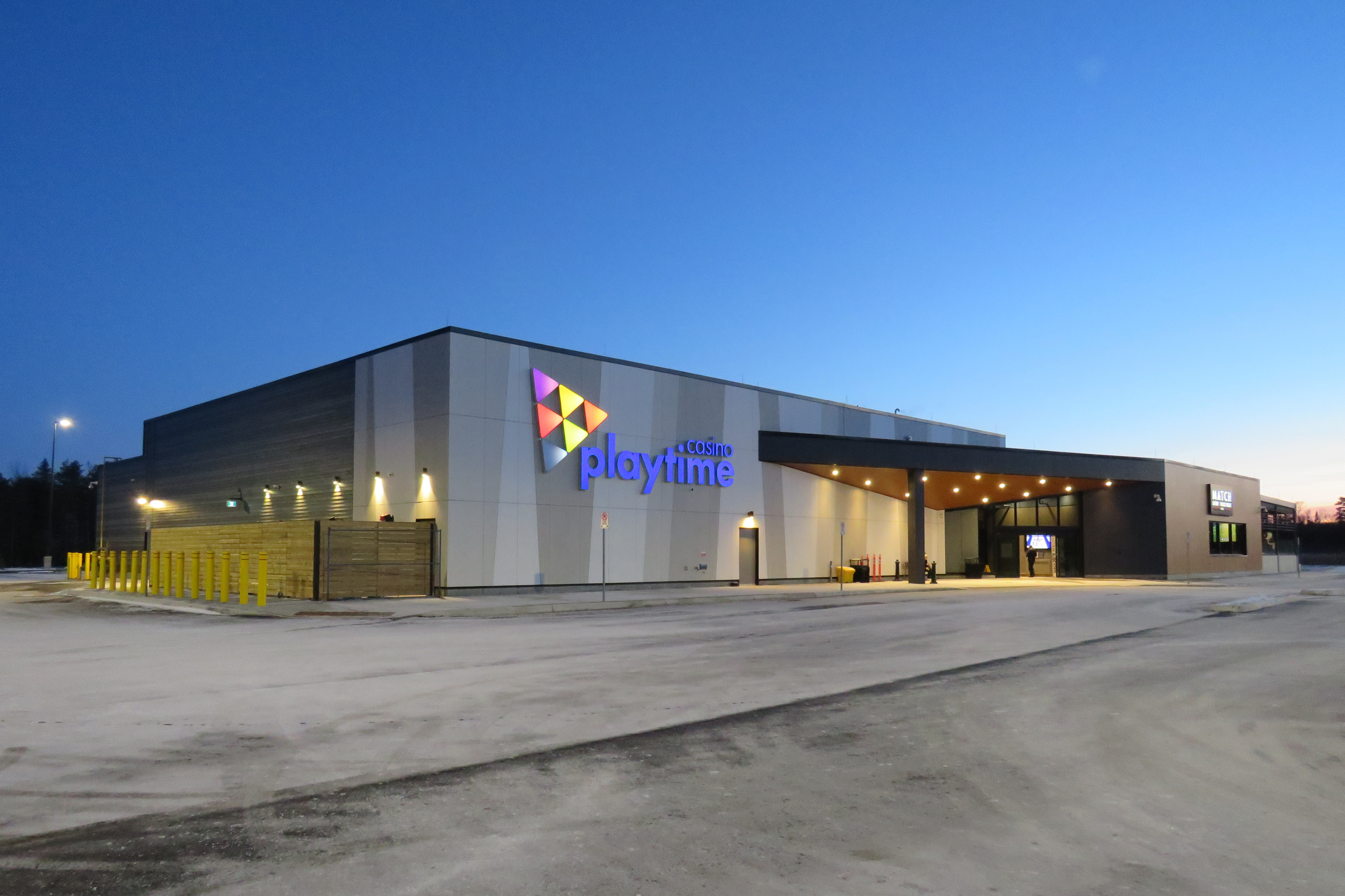
Société des loteries et des jeux de l'Ontario

La Société des loteries et des jeux de l'Ontario (SLJO, en anglais : Ontario Lottery and Gaming Corporation ou OLG), société de la couronne ontarienne œuvrant au Canada, supervise au niveau de l'Ontario les loteries, les casinos détenus par les associations caritatives et les aborigènes, les casinos commerciaux et les machines à sous sur les circuits de courses équestres. Elle a été créée en avril 2000 lorsque l'Ontario Lottery Corporation a fusionné avec l'Ontario Casino Corporation, créée en 1994. En 2008, la SLJO emploie plus de 8 000 personnes en Ontario.
La SLJO fait rapport de ses activités au Ministère du Renouvellement des infrastructures publiques Minister of Public Infrastructure Renewal. Le centre de remise des prix se situe à Toronto, alors que les bureaux principaux se trouvent à Sault-Sainte-Marie.
La SLJO n'est pas la seule à superviser les activités de jeux de hasard en Ontario. La Alcohol and Gaming Commission of Ontario régule les jeux dans les casinos.

## Histoire
La Société des loteries de l'Ontario a été créée en février 1975 en vertu de la Loi de 1975 sur la Société des loteries de l'Ontario (abrogée en 1999 et remplacée par l'actuelle Loi sur la Société des loteries et des jeux de l'Ontario). Wintario (en) a été le premier jeu de loterie offert par la toute jeune OLC le 3 avril 1975 et le premier tirage a eu lieu le 15 mai 1975. Le produit a été interrompu à la fin de 1996 après avoir octroyé plus de 1,1 milliard de dollars canadiens de gains.
En 2008, la SLJO intègre plusieurs recommandations de l'Ombudsman visant à combattre la fraude au sein de son réseau de distributeurs.
En janvier 2009, la SLJO a révélé que des billets avaient des défauts d'impression, ce qui pouvait laisser croire que ses détenteurs étaient gagnants d'un lot.

## Inefficacité du programme d'exclusion
Les clients de casino qui reconnaissent avoir une dépendance au jeu peuvent bénéficier du programme d'auto-exclusion mis en place par l'OLG. Une enquête menée par l'émission The Fifth Estate de la CBC à la fin de 2017 a soulevé des préoccupations quant à l'efficacité du programme. Selon un article de la CBC, des "toxicomanes du jeu... ont déclaré qu'ils entraient régulièrement dans les établissements de l'OLG" malgré la technologie de reconnaissance faciale en place dans les casinos. De plus, un journaliste de la CBC qui a testé le système a pu entrer dans les casinos et jouer à quatre reprises distinctes, malgré son inscription et sa photographie pour le programme. Des études antérieures dans d'autres pays ont également confirmé que les programmes d'auto-exclusion peuvent être difficiles à faire respecter,.
Certains experts affirment que les casinos, en général, mettent en place des programmes d'auto-exclusion uniquement comme mesure de relations publiques, sans réellement aider les personnes ayant des problèmes de jeu compulsif. Selon Natasha Dow Schull, anthropologue culturelle à l'Université de New York et auteure du livre Addiction by Design, une telle campagne "détourne l'attention des produits et des industries problématiques". D'autres experts estiment que l'auto-application est une responsabilité propre au joueur problématique, faisant partie intégrante de tout programme de thérapie. Comme l'a expliqué l'un d'entre eux, "sans cette acceptation de la responsabilité, une grande partie de l'efficacité des programmes d'auto-exclusion serait perdue".
Comme le confirment les documents de l'OLG, il est impossible de s'attendre à ce que les casinos assurent une application à 100 % efficace. "Si vous tentez de réintégrer un établissement de jeux en Ontario, votre image peut être capturée par les caméras et vous pouvez être automatiquement détecté par la sécurité." Un porte-parole de l'OLG a donné cette réponse lorsque la CBC l'a interrogé après la fin de l'enquête sur le programme d'auto-application : "Nous soutenons les personnes qui s'auto-excluent en formant notre personnel, en fournissant des mesures dissuasives, en utilisant la reconnaissance faciale et en mobilisant nos agents de sécurité pour repérer les joueurs. Aucun élément ne peut être infaillible car il n'est pas conçu pour l'être",.